# أشلي لورين فيشر
أشلي لورين فيشر (بالإنجليزية: Ashley Lauren Fisher) هي عارضة أمريكية، ولدت في 23 فبراير 1975 في Montville, New Jersey ‏ في الولايات المتحدة.

## وصلات خارجية
- الموقع الرسمي